# Gorzebądz, Koszaliński
Gorzebądz [ɡɔˈʐɛbɔnt͡s] là một ngôi làng ở quận hành chính của Gmina Sianow, trong Koszaliński, Zachodniopomorskie, ở tây bắc Ba Lan. Nó nằm khoảng 4 kilômét (2 mi) phía tây nam Sianów, 6 km (4 mi) phía đông bắc Koszalin và 141 km (88 mi) về phía đông bắc của thủ đô khu vực Szczecin.